# 토니 리처드슨
토니 리처드슨(Tony Richardson, 1928년 6월 5일 ~ 1991년 11월 14일)은 잉글랜드의 영화 감독이다.

## 연출 작품
- 블루 스카이 (1994)
- 오페라의 유령 (1990)
- 여자와 남자 - 유혹 이야기 (1990)
- 태양의 그림자(영어판) (1988)
- 페널티 페이즈 (1986)
- 뉴 햄프셔 호텔 (1984)
- 더 보더 (1982)
- A Death in Canaan (1978)
- 조셉 앤드류스 (1977)
- 마호가니 (1976)
- 데드 서트 (1974)
- 미량 천칭 (1973)
- 니진스키 (1970)
- 네드 켈리 (1970)
- 래프터 인 더 다크 (1969)
- 햄릿(영어판) (1969)
- 차즈 오브 더 라이트 브리게이드 (1968)
- 지브롤터에서 온 선원 (1967)
- 매드매젤 (1966)
- 러브드 원 (1965)
- 톰 존스의 화려한 모험 (1963)
- 장거리 주자의 고독 (1962)
- 생츄어리 (1961)
- 꿀맛 (1961)
- 엔터테이너 (1960)
- 토요일 밤과 일요일 아침 (1960)
- 성난 얼굴로 돌아보라 (1958)
- 오델로 (1955)